# Синнокэ
Синнокэ (яп. 世襲親王家 сэсю: синно:кэ) — общее название четырёх старших боковых линий императорского дома Японии, которые до 1947 года могли претендовать на Хризантемовый трон в случае угасания основной императорской линии. Главы этих домов носили титулы принца крови (яп. 親王 синно:), независимо от генеалогического родства с правящим императором, так как термин «сэсю» (яп. 世襲 сэсю:) означает, что они имеют право на наследование.

## История
Императорская семья Японии считается уникальной династией с непрерывным порядком наследования престола. Однако порядок наследования часто осуществлялся не напрямую от отца к сыну, а по прямой мужской линии среди ближайших и дальних родственников. В период Муромати принц Ёсихито (1351—1416), сын северного императора Суко, получил разрешение от императора на создание новой княжеской линии Фусими-но-мия (названа в честь замка Фусими). Без этого разрешения принц будет считаться простолюдином и, следовательно, исключается из порядка наследования. Боковые линии императорского дома (синнокэ) могли претендовать на императорский престол только в случае пресечения основной императорской линии. В 1428 году принц Хикохито (1419—1471), сын 2-го принца Фусими-но-мия Садафусы, вступил на императорский престол как император Го-Ханадзоно (1428—1464).
В период Эдо сёгунат Токугава создал три дополнительных сэсю-синнокэ. В 1779 году на императорский престол по именем император Кокаку вступил принц Морохито (1771—1840), сын принца Канъин-но-мия Сукэхито.
В семьях синнокэ младшие сыновья, не являвшиеся наследниками титула, чаще всего имели две карьеры. Они могли сохранить свою фамилию и служить государственными чиновниками, или стать буддийскими священниками, то есть руководителями одного из храмов в окрестностях Киото. В период Эдо подобная практика была почти универсальной. Младшие сыновья главы княжеского дома становились священниками (яп. 法親王 хо:синно:) и автоматически исключались из порядка наследования, но они могли вернуться в мир (и таким образом восстановить свой статус в качестве потенциальных преемников) при возникновении необходимости. Дочери из семей-синнокэ часто становились пешками для заключения брачных союзов с кугэ, даймё и домом Токугава. Незамужние дочери часто становились буддийскими монахинями.
Во время и после Реставрации Мэйдзи представители сэсю-синнокэ часто служили в императорской армии и флоте.

## Четыресэсю-синнокэ
- Фусими-но-мия
- Кацура-но-мия
- Арисугава-но-мия
- Канъин-но-мия

Дома Кацура-но-мия и Арисугава-но-мия пресеклись в 1881 и 1913 годах соответственно. Принц Котохито (1865—1945), шестнадцатый сын принца Кунииэ, главы дома Фусими-но-мия, в 1872 году унаследовал титул Канъин-но-мия. В 1988 году после смерти его сына, принца Харухито (1902—1988), дом Канъин-но-мия прервался.
Во время правления императора Мэйдзи первый глава дома Фусими-но-мия Фусими Кунииэ стал родоначальником девяти других младших боковых линий императорского дома (окэ).
Титулы синнокэ и окэ, а также сословия кадзоку (система японских пэров) и сидзоку (самураи) были ликвидированы в октябре 1947 года во время американской оккупации Японии.